# Lutjanus bohar
Lutjanus bohar là một loài cá biển thuộc chi Lutjanus trong họ họ Cá hồng. Loài này được mô tả lần đầu tiên vào năm 1775.

## Từ nguyên
Từ định danh bohar bắt nguồn từ tiếng Ả Rập, là tên thông thường của loài cá này ở khu vực Biển Đỏ.

## Phạm vi phân bố và môi trường sống
L. bohar có phân bố rộng khắp khu vực Ấn Độ Dương - Thái Bình Dương, bao gồm cả phía nam Biển Đỏ. Từ Đông Phi, phạm vi của loài này trải dài về phía đông đến quần đảo Marquises, quần đảo Line và quần đảo Pitcairn, ngược lên phía bắc đến quần đảo Ryukyu, xa về phía nam đến Nam Phi và Úc (gồm cả đảo Lord Howe). L. bohar cũng được ghi nhận tại vùng biển Việt Nam.
L. bohar sống tập trung trên các rạn san hô ở độ sâu đến ít nhất là 180 m.

## Mô tả
Chiều dài cơ thể lớn nhất được ghi nhận ở L. bohar là 90 cm. Loài này có màu nâu đỏ sẫm với các sọc sẫm mờ. Cá con, và đôi khi là cả cá trưởng thành có hai đốm trắng bạc trên lưng. Vây ngực màu hồng với viền đen sẫm. Vào mùa sinh sản thì cá đực trở nên sẫm màu hơn, còn cá cái chuyển sang màu đỏ nhạt.
Số gai ở vây lưng: 10; Số tia vây ở vây lưng: 13–14; Số gai ở vây hậu môn: 3; Số tia vây ở vây hậu môn: 8; Số tia vây ở vây ngực: 16–17.

## Sinh thái

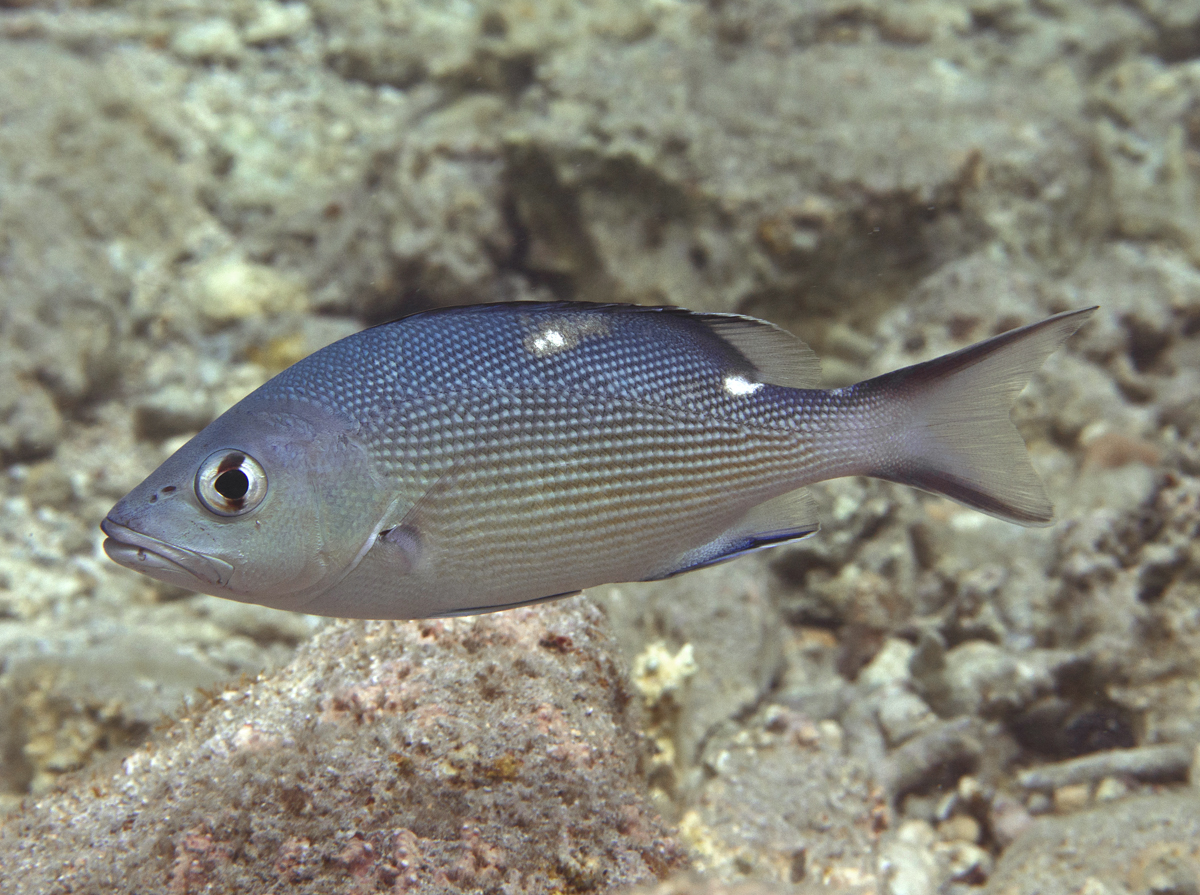
L. bohar đang lớn với hai đốm trắng trên lưng

Thức ăn của L. bohar chủ yếu là cá nhỏ hơn, nhưng cũng bao gồm nhiều loài thủy sinh không xương sống (như động vật giáp xác và ốc biển).
L. bohar còn nhỏ có khả năng bắt chước kiểu hình của nhiều loài cá thia, như Chromis ternatensis (tại Indonesia), Pycnochromis margaritifer (Fiji), Pycnochromis iomelas (Tuamotu), Pycnochromis fatuhivae (Marquises), Chromis notata, Chromis weberi và Azurina lepidolepis (đều tại Nhật Bản).

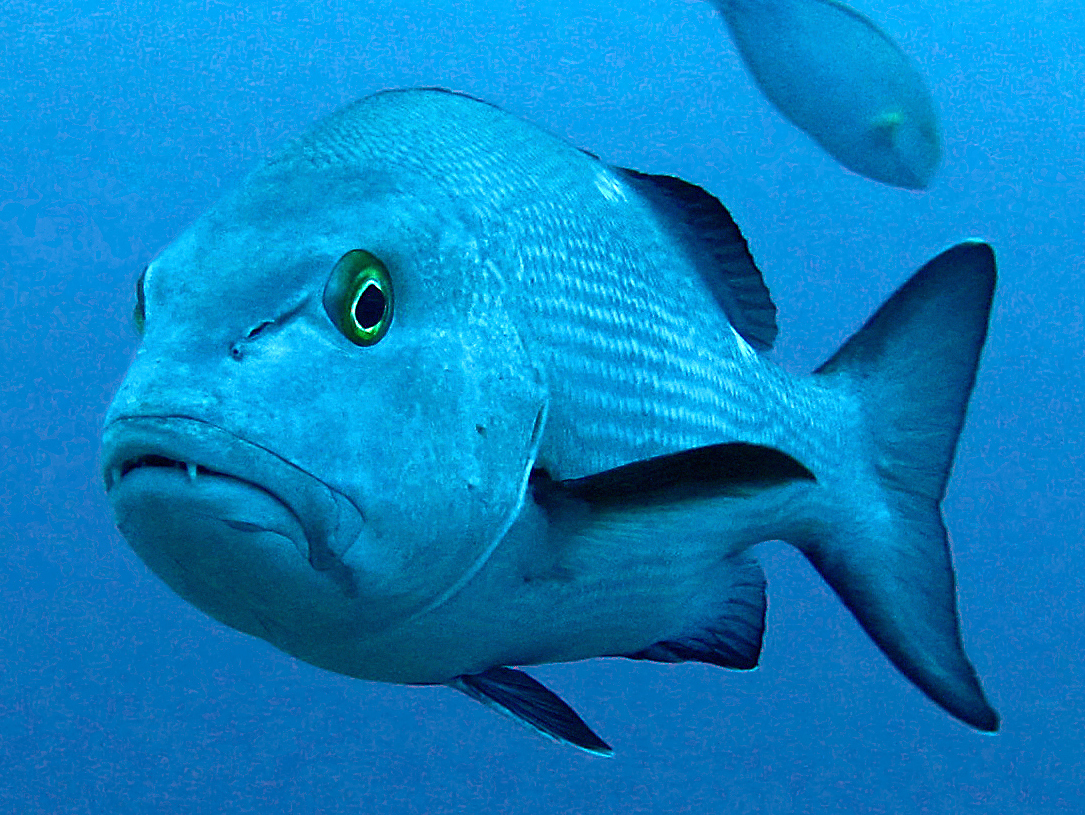
Hình gần

Ở bãi cạn Rowley, thông qua việc phân tích sỏi tai, người ta đã xác định tuổi của một con cá hồng Macolor macularis đạt đến 81 năm, kém hơn không đáng kể là L. bohar với tuổi đời là 79. Điều này khiến chúng trở thành những loài thọ nhất trong họ Cá hồng, cũng là những loài cá rạn san hô nhiệt đới thọ nhất được ghi nhận cho đến nay.
Các nhà khoa học cũng đã mô tả hai chi giun dẹp ký sinh mới trong họ Cryptogonimidae, tổng cộng gồm 3 loài, được phát hiện trên cơ thể của L. bohar.

## Thương mại
L. bohar là một loài cá có chất lượng thị trường quan trọng ở nhiều địa phương, được bán ở dạng tươi sống và khô cá. Tuy nhiên, cá lớn từ các khu vực ở Tây Thái Bình Dương có thể gây ngộ độc ciguatera, như đã được báo cáo ở Việt Nam.